# Лапареламваям
Лапареламваям — река в России, на северо-востоке полуострова Камчатка.
Длина реки — 29 км. Протекает по территории Олюторского района Камчатского края. Берёт исток юго-западнее сопки Белая, протекает в западном направлении до впадения в залив Анапка.

## Гидроним
По одной из версий река переводится с корякского Лапъаръэлямъяваям — «лебединая река». По другой версии дословно: «река с бурным прерывистым течением», здесь течение реки сравнивается с быстрым бегом оленя (или другого животного).

## Данные водного реестра
По данным государственного водного реестра России относится к Анадыро-Колымскому бассейновому округу.
Код объекта в государственном водном реестре — 19060000312120000008229.